# 上海交通大学生命科学技术学院
生命科学技术学院，习惯简称“生命学院”或“生科”，为上海交通大学的一个学院，1997年2月由交大与中国科学院上海分院联合建立，原为生物科学与技术系和生物医学工程教研室。该学院目前设4个系，为生物科学与技术、生物工程、生物医学工程、生物信息学与生物统计学，并设有生物实验教学中心。现任院长为张雁。
该学院有2个一级学科，为生物学和生物医学工程，设本科专业4个，并有单独招生的基地班。有5个博士点、8个硕士点、2个工程硕士点，2个博士后流动站。学院有中国科学院院士2名，中国工程院院士1名。

## 大事记
- 1979年4月，生物医学仪器专业和教研室成立。
- 1982年9月，生物技术研究所（前称研究室）成立。应用化学系成立生物教研室以及分子生物实验室。
- 1985年7月，生物科学技术系成立。
- 1986年，生物化学专业设立。
- 1996年，生物技术专业设立。
- 1997年2月，生命科学技术学院成立，时设生物科学与技术、生物医学工程、生态与环境工程三个系。
- 2000年4月，Bio-X中心成立。
- 2001年，生物医学工程被评为国家重点学科。
- 2002年9月，生物信息学专业建立。上海交通大学国家生命科学与技术人才培养基地由中华人民共和国教育部批准设立。
- 2008年，生物信息学与生物统计学系建立。
- 2009年，设生物科学专业。国家生命科学理科人才培养基地成立。[2]
- 2010年11月18日，交大聘2008年诺贝尔生理与医学奖获得者吕克·蒙塔尼（Luc Montagnier）为讲席教授，生命学院将设立Montagnier研究所。[3][4]

## 学院建筑

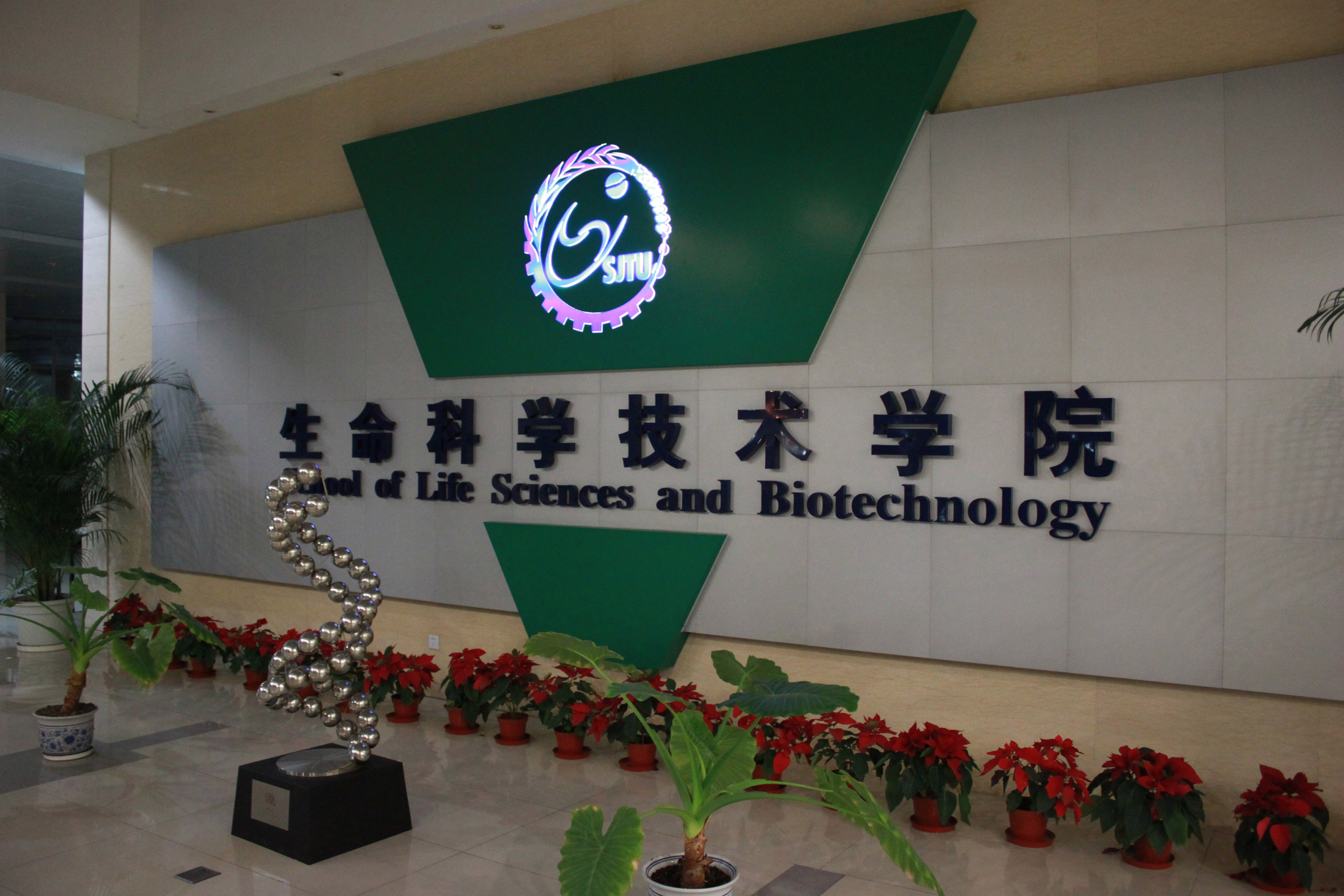
生命学院大厅。

生命科学技术学院与药学院一同位于上海交通大学闵行校区东北部的生物药学楼。